# Nabi Tajima
Nabi Tajima (jap. 田島 ナビ Tajima Nabi; ur. 4 sierpnia 1900 w Araki, zm. 21 kwietnia 2018 w Kikai) – japońska superstulatka, od 15 września 2017 roku do 21 kwietnia 2018 roku posiadała tytuł najstarszej żyjącej osoby na świecie.
Po jej śmierci tytuł najstarszej osoby na świecie przejęła jej rodaczka Chiyo Miyako. Była ostatnią żyjącą na świecie osobą urodzoną w XIX wieku.

## Życiorys
Urodziła się w 1900 roku w Araki. Miała siedmiu synów i dwie córki. Mieszkała w domu opieki dla osób starszych „Kikai Garden” w mieście Kikai, w prefekturze Kagoshima. 27 września 2015 Tajima została najstarszą żyjącą osobą w Japonii po śmierci 115-letniej Harumi Nakamury (której tożsamość nie została ujawniona aż do jej śmierci) zamieszkałej w Tokio.
12 maja 2016 roku po śmierci Susannah Mushatt Jones, została trzecią pod względem wieku osobą na świecie za Emmą Morano-Martinuzzi i Violet Brown i wraz z nimi była jedną z trzech ostatnich żyjących, zweryfikowanych osób, które urodziły się w XIX wieku.
Zmarła 21 kwietnia 2018 w wieku 117 lat 260 dni.